# Elezioni parlamentari a Cuba del 1922
Le elezioni parlamentari a Cuba del 1922 si tennero il 1º novembre per eleggere la metà dei parlamentari della Camera dei rappresentanti. Le elezioni furono vinte dal Partito Liberale Autonomista, che ottenne 28 seggi su 57.

## Risultati
| Liste                          | Voti | %     | Seggi |
| ------------------------------ | ---- | ----- | ----- |
| Partito Liberale Autonomista   |      | 49,12 | 28    |
| Partito Conservatore Nazionale |      | 43,86 | 25    |
| Partito Popolare Cubano        |      | 7,02  | 4     |
| Totale                         |      | 100   | 57    |